# West Carthage
West Carthage är ett municipalsamhälle (village) i Jefferson County i delstaten New York. Vid 2010 års folkräkning hade West Carthage 2 012 invånare.